# Becky Dyroen-Lancer
Rebekah Dyroen-Lancer, detta Becky (San Jose, 19 febbraio 1971), è una sincronetta statunitense, vincitrice di una medaglia d'oro ai Giochi olimpici di Atlanta 1996.

## Palmarès
| Anno | Manifestazione      | Sede          | Evento  | Risultato | Prestazione |
| ---- | ------------------- | ------------- | ------- | --------- | ----------- |
| 1989 | Mondiali giovanili  | Cali          | Singolo | Oro       | 174.55      |
| 1989 | Mondiali giovanili  | Cali          | Duo     | Oro       | 172.84      |
| 1989 | Mondiali giovanili  | Cali          | Squadra | Oro       | 169.75      |
| 1991 | Giochi panamericani | L'Avana       | Singolo | Oro       | 181.372     |
| 1994 | Mondiali            | Roma          | Singolo | Oro       | 191.140     |
| 1994 | Mondiali            | Roma          | Duo     | Oro       | 187.009     |
| 1994 | Mondiali            | Roma          | Squadra | Oro       | 185.883     |
| 1995 | Giochi panamericani | Mar del Plata | Singolo | Oro       | 97.090      |
| 1995 | Giochi panamericani | Mar del Plata | Duo     | Oro       | 96.451      |
| 1996 | Giochi olimpici     | Atlanta       | Squadre | Oro       | 99.720      |